# Mesocyclops mariae
Mesocyclops mariae – gatunek widłonoga z rodziny Cyclopidae. Nazwa naukowa tego gatunku skorupiaków została opublikowana w 2000 roku przez chińskiego zoologa Xiaominga Guo.